# Rupert Obholzer
Rupert John Obholzer (* 27. März 1970 in Kapstadt, Südafrika) ist ein ehemaliger britischer Ruderer.

## Sportliche Karriere
Rupert Obholzer gewann bei den Junioren-Weltmeisterschaften 1987 Gold im Vierer ohne Steuermann zusammen mit Jonathan Searle, Tim Foster und Toby Hessian. 1988 trat er im Achter an und belegte den sechsten Platz.
Bei den Weltmeisterschaften 1990 trat Rupert Obholzer mit dem britischen Achter an und erruderte den vierten Platz. Bei den Olympischen Spielen 1992 belegte Obholzer mit dem britischen Achter den sechsten Platz. 
Ab 1993 ruderte Obholzer im britischen Vierer ohne Steuermann. Nach einem fünften Platz bei den Ruder-Weltmeisterschaften 1993 gewann er 1994 Bronze und 1995 Silber. Bei den Olympischen Spielen 1996 folgte die Bronzemedaille für Tim Foster, Rupert Obholzer, Greg Searle und Jonathan Searle. 
Der 1,91 m große Rupert Obholzer ruderte für die University of London. Sein Bruder Anton trat bei den Olympischen Spielen 1988 mit dem britischen Achter an.